# Partit judicial de Ciudad Rodrigo
Ciudad Rodrigo és un partit judicial de la província de Salamanca, que està formada pels municipis de:
| Agallas                | La Alameda de Gardón       | La Alamedilla         | Alba de Yeltes                |
| La Alberca             | La Alberguería de Argañán  | Aldea del Obispo      | Aldehuela de Yeltes           |
| La Atalaya             | Boada                      | El Bodón              | La Bouza                      |
| El Cabaco              | Campillo de Azaba          | Carpio de Azaba       | Las Casas del Conde           |
| Casillas de Flores     | Castillejo de Martín Viejo | Castraz               | Cilleros de la Bastida        |
| Ciudad Rodrigo         | Dios le Guarde             | La Encina             | Espeja                        |
| Fuenteguinaldo         | Fuentes de Oñoro           | Gallegos de Argañán   | Herguijuela de Ciudad Rodrigo |
| Ituero de Azaba        | El Maíllo                  | Martiago              | Martín de Yeltes              |
| Mogarraz               | Monforte de la Sierra      | Monsagro              | Morasverdes                   |
| Nava de Francia        | Navasfrías                 | Pastores              | El Payo                       |
| Peñaparda              | Puebla de Azaba            | Puerto Seguro         | Retortillo                    |
| Robleda                | Saelices el Chico          | El Sahugo             | San Martín del Castañar       |
| San Miguel del Robledo | Sancti-Spíritus            | Serradilla del Arroyo | Serradilla del Llano          |
| Tenebrón               | Villar de Argañán          | Villar de Ciervo      | Villar de la Yegua            |
| Villasrubias           | Zamarra                    |                       |                               |